# كسوف الشمس في 21 أغسطس 1560
حدث كسوف كلي للشمس في 21 أغسطس 1560. يحدث الكسوف الشمسي عندما يمر القمر بين الأرض والشمس ، وبالتالي يحجب القمرُ صورةَ الشمس كليًا أو جزئيًا لمشاهد على الأرض. يحدث كسوف كلي للشمس عندما يكون قطر القمر أكبر من قطر الشمس، مما يحجب جميع أشعة الشمس المباشرة، ويحول النهار إلى ظلام. يحدث الكلي في مسار ضيق عبر سطح الأرض، مع كسوف جزئي للشمس مرئي على المنطقة المحيطة بعرض آلاف الكيلومترات.